# بودکین راس
بودکین راس (به انگلیسی: Bodkin Ras) نام فیلمی ساخته کاوه مدیری محصول سال ۲۰۱۶ هلند و بلژیک است که ساختاری روایت‌گونه دارد.

## داستان
فیلم درباره ورود یک غریبه ایرانی به نام "بودکین" به دهکده فورِس در شهرستان ماری در شمال اسکاتلند است. او در برخورد با اهالی دهکده درگیر ماجراهای مختلفی می‌شود.
داستان درباره قضاوت‌های سطحی با ساختاری مستندگونه است. اما با پایانی غیرقابل باور، به خشونتی می‌رسد که همه باورهای بنا شده فیلم را خود ویران می کند.

## بازیگران
به غیر از نقش اصلی فیلم، همه بازیگران، افراد بومی خود دهکده بوده و در نقش‌های واقعی خود بازی می‌کنند. بسیاری از گفتگوهای فیلم نیز خود ساخته هستند و بیانگر زندگی واقعی خود مردم دهکده است.

## جوایز
در مارس ۲۰۱۶ این فیلم در ۴۵‌امین جشنواره بین‌المللی فیلم روتردام به عنوان فیلم برتر شناخته و برنده جایزه فدراسیون بین‌المللی منتقدان فیلم شد.

## نمایش در جشنواره جنوب از جنوب غربی
همچنین در مارس ۲۰۱۶، در جشنواره جنوب از جنوب غربی در آستین، تگزاس در آمریکا به نمایش در آمد.